# Phaea vitticollis
Phaea vitticollis es una especie de escarabajo longicornio del género Phaea, tribu Tetraopini, subfamilia Lamiinae. Fue descrita científicamente por Bates en 1872.

## Descripción
Mide 7-12 milímetros de longitud.

## Distribución
Se distribuye por México.